# 港区立白金小学校
港区立白金小学校（みなとくりつしろかねしょうがっこう）は、東京都港区白金台1丁目にある公立小学校。

## 概要
1876年（明治9年）に設立された伝統校である。かねてより「番町・白金・青南」などと謳われていたように、白金→高松→日比谷→東大へ至る進学コースがモデルとされた時代もあった。青南小や近辺の赤羽小、御田小などと同様、港区内ではその進学熱の高さがよく知られている。
近隣は白金台、大崎（白金）長者丸、池田山などの城南五山地域として知られ、そのため、古くからの富裕層や著名人の子弟が多く通う学校としても知られている。このような経緯から、近年になっても非常に越境通学者の割合が高い。とはいえ、東京都港区では、公立学校選択制による学区制度の柔軟な運用が行われるようになっており、現在では、港区民であれば、学区外から希望の小中学校に通学することが認められているため、かつてほどに通学区域の重要性はなくなってきている。
30年ほど前から、近隣の区画整理や地価の上昇によって近隣の住宅や人口が減り始め、学年生徒数も徐々に減少し、5 - 10年前は平均して学年生徒数が100人程度となっていた。近年は、学区域内や近辺の大規模集合住宅の建設が非常に活発なことなどが原因となり、120 - 150人にまで増加している。

## 沿革
- 1876年（明治9年）1月15日 - 東京府荏原郡下、第一大学区第二中学区第二十二番公立小学白金学校として開校。
- 1889年（明治22年）6月 - 荏原郡の管轄から芝区の管理となる。
- 1893年（明治26年）1月 - 新校舎（第2次校舎）落成（白金台1丁目33・34番）。
- 1897年（明治30年）6月 - 東京市白金尋常高等小学校と改称。
- 1900年（明治33年）4月 - 現在も使用している校章を制定。
- 1908年（明治41年）4月 - 東京市白金尋常小学校と改称。
- 1914年（大正3年）3月 - 校舎（第3次校舎）改築（白金今里23・24・25番地）。
- 1916年（大正5年）
  - 1月 - 開校40周年記念式典挙行。
  - 11月 - 校歌制定（作詞:武笠 三・作曲:岡野 貞一）。
- 1927年（昭和2年）5月 - 現在地に校舎改築。
- 1941年（昭和16年）4月 - 国民学校令により、東京府東京市白金国民学校と改称。
- 1943年（昭和18年）7月1日 - 東京府と東京市が統合した東京都制施行により、東京都白金国民学校と改称。
- 1944年（昭和19年）
  - 4月 - 戦時における完全給食を実施。
  - 8月 - 戦局の悪化により、3学年以上の児童570名を栃木県川治温泉柏屋に集団疎開させる。
- 1945年（昭和20年）10月 - 疎開児童全員帰校。
- 1946年（昭和21年）12月 - ララ物資により学校給食開始。
- 1947年（昭和22年）4月 - 学制改革により、東京都港区立白金小学校と改称。
- 1949年（昭和24年）4月 - 学制改革に伴い高松中学校が白金小学校を仮校舎として開校。
- 1955年（昭和30年）7月 - 屋外プール竣工。
- 1972年（昭和47年）11月 - 校舎改修工事完了。
- 1974年（昭和49年）
  - 4月 - 港区立白金台幼稚園併設。
  - 9月 - 白金台幼稚園、白金台3丁目7番1号に園舎完成し、移転。
- 1975年（昭和50年）11月 - 開校100周年記念式典挙行。
- 1976年（昭和51年）5月 - 開校百周年記念碑除幕式挙行。
- 1977年（昭和52年）12月 - 新校舎建築のため、白金2丁目23番地の仮校舎へ移転。
- 1979年（昭和54年）12月 - 新校舎竣工、校庭・プール建設完了。
- 1980年（昭和55年）
  - 4月 - 新校舎落成式挙行。校旗を新しくする。
  - 7月 - 校歌記念碑除幕式挙行。
- 1984年（昭和59年）4月 - 港区立白金台幼稚園が、独立園となる。
- 1985年（昭和60年）12月 - 開校110周年記念式典挙行。「心のふるさと室」開室、ブロンズ像「みほ」設置。祝歌「白金の四季」。
- 1986年（昭和61年）5月 - 全校児童が、青少年赤十字に加盟。
- 1996年（平成8年）
  - 1月 - スクールマスコット「さっちくん」制定。
  - 6月 - 開校百二十周年記念として、ブロンズ像「笛」・絵画「まど」設置。
- 2000年（平成12年）1月 - 白金小学校ホームページ開設。
- 2004年（平成16年）4月 - ふれあい運動会（20回記念）開催。
- 2007年（平成19年）10月 - 校庭改修工事。
- 2014年（平成26年）4月 - ふれあい運動会（30周年）開催。

### この節の出典
- （白金小学校）沿革 - 学校ホームページ内

## 教育方針
教育目標
個性的で創造的な行動と協調的で愛情ある行動ができ、広く国際社会において信頼と尊敬の得られる人間性を育てる。このために、次の合い言葉を定める。
「自分をみつめ まわりもみつめ」「ひとを生かし 自分も生かし」「めあてをもって 努力を続ける 」
小学校の児童数と教員数
| 年度     | 児童総数 | 1年生 | 2年生 | 3年生 | 4年生 | 5年生 | 6年生 | 教員数 | 職員数 |
| -------- | -------- | ----- | ----- | ----- | ----- | ----- | ----- | ------ | ------ |
| 平成23年 | 563人    | 82人  | 95人  | 90人  | 93人  | 97人  | 106人 | 28人   | 16人   |
| 平成24年 | 550人    | 91人  | 81人  | 99人  | 92人  | 89人  | 98人  | 27人   | 15人   |
| 平成25年 | 542人    | 96人  | 93人  | 76人  | 98人  | 93人  | 86人  | 26人   | 5人    |
| 平成26年 | 558人    | 94人  | 98人  | 93人  | 74人  | 107人 | 92人  | 26人   | 3人    |
| 平成27年 | 562人    | 92人  | 91人  | 104人 | 93人  | 74人  | 108人 | 25人   | 4人    |
| 平成28年 | 548人    | 95人  | 94人  | 94人  | 101人 | 88人  | 76人  | 26人   | 6人    |
| 平成29年 | 568人    | 98人  | 95人  | 93人  | 94人  | 87人  | 91人  | 27人   | 5人    |
| 平成30年 | 587人    | 110人 | 98人  | 94人  | 95人  | 93人  | 97人  | 28人   | 3人    |
| 令和元年 | 625人    | 127人 | 109人 | 97人  | 102人 | 98人  | 92人  | 29人   | 4人    |
| 令和2年  | 674人    | 133人 | 126人 | 110人 | 103人 | 102人 | 100人 | 31人   | 4人    |
| 令和3年  | 717人    | 153人 | 128人 | 127人 | 111人 | 99人  | 99人  | 35人   | 4人    |

## 通学区域
住所別通学区域（平成27年4月1日から適用）
| 白金二丁目 | 白金台一丁目 - 三丁目 | 白金台四丁目     | 白金台五丁目 |
| ---------- | --------------------- | ---------------- | ------------ |
| 6番、7番   | 全域                  | 1 - 5番 7 - 19番 | 13 - 25番    |

進学先中学校（平成27年4月1日から適用）
| 小学校学校名     | 中学校学校名     |
| ---------------- | ---------------- |
| 港区立白金小学校 | 港区立高松中学校 |

東京都の小学校卒業者の進路状況
| 卒業年度 | 卒業者合計 | 都内中学校合計 | 公立中学校 | 国立中学校 | 私立中学校 | 都外中学校合計 | その他 |
| -------- | ---------- | -------------- | ---------- | ---------- | ---------- | -------------- | ------ |
| 平成23年 | 94,787人   | 93,067人       | 76,980人   | 432人      | 15,655人   | 1,558人        | 162人  |
| 平成24年 | 95,149人   | 93,465人       | 77,586人   | 377人      | 15,502人   | 1,540人        | 144人  |
| 平成25年 | 94,570人   | 92,815人       | 77,399人   | 417人      | 14,999人   | 1,608人        | 147人  |
| 平成26年 | 93,868人   | 92,273人       | 76,492人   | 395人      | 15,386人   | 1,449人        | 146人  |
| 平成27年 | 93,986人   | 92,461人       | 76,078人   | 446人      | 15,937人   | 1,370人        | 155人  |
| 平成28年 | 91,979人   | 90,465人       | 74,400人   | 439人      | 15,626人   | 1,384人        | 130人  |
| 平成29年 | 90,297人   | 88,781人       | 72,095人   | 413人      | 16,273人   | 1,393人        | 123人  |
| 平成30年 | 94,580人   | 93,004人       | 75,598人   | 453人      | 16,953人   | 1,423人        | 153人  |
| 令和2年  | 97,695人   | 96,132人       | 77,438人   | 413人      | 18,281人   | 1,451人        | 112人  |
|          | 100％      | 98.4％         | 79.3％     | 0.4％      | 18.7％     | 1.5％          | 0.1％  |

## 交通
路線バス
- 都営バス「品93」（目黒駅前⇔大井競馬場前）で、「白金小学校前」バス停下車。

鉄道
- 東京メトロ南北線・都営地下鉄三田線白金台駅（出口2）から、徒歩320m・約5分。
- 都営地下鉄浅草線高輪台駅（A2出口）から、徒歩約740m・約12分。

## 関係者
出身者
- 大佛次郎
- 広沢虎造
- 小林秀雄
- 鈴木治雄
- 鈴木正雄
- 網野善彦
- 銅谷志朗
- 岡崎久彦
- 藤崎一郎
- 古井由吉
- 細野晴臣
- Char
- 湯浅卓
- 宮本亞門
- 辺見えみり
- 守谷慧（守谷絢子 (高円宮絢子女王) の夫）[5]
- 宏洋 (人物)
- 宮代大聖[6]

学校長・教職員
- 牧口常三郎（元学校長）